# Gargallà
Gargallà es una entidad de población española del municipio de Montmajor, perteneciente a la provincia de Barcelona, en la comunidad autónoma de Cataluña.

## Historia
Hacia mediados del siglo XIX, el lugar, por entonces con ayuntamiento propio, tenía contabilizada una población de 81 habitantes. Estaba formado por 8 casas diseminadas. Aparece descrito en el octavo volumen del Diccionario geográfico-estadístico-histórico de España y sus posesiones de Ultramar de Pascual Madoz de la siguiente manera:

GARGALLA: l. con ayunt. en la prov., aud. terr., c. g. de Barcelona (15 leg), part. jud. de Berga (3), dióc. de Solsona: sit. en terreno quebrado con buena ventilacion y clima saludable. Tiene 8 casas diseminadas, y una igl. (San Andrés) de la que es aneja la de Figols, servida por un cura de ingreso de patronato real; y un cementerio contiguo á ella: carece de fuentes, y los vecinos se surten para beber y demas usos domésticos de las aguas de pozos y balsas. El terreno comprende solo 200 cuarteras de tierra de mediana calidad en general, con bastante bosque. prod.: centeno, cebada, escaña y legumbres; cria algun ganado de cerda y lanar, y caza de varias especies. pobl.: 12 vec., 81 alm. cap. prod.: 836,400. imp.: 20,910.
(Madoz, 1847, p. 312)

En la actualidad pertenece al municipio de Montmajor. En 2022, tenía empadronados 78 habitantes.

## Patrimonio
En el lugar hay una iglesia bajo la advocación de San Andrés.